# CUS Verona (hockey in-line)
Il CUS Verona Hockey, noto come CUS Verona, è la sezione di hockey in-line dell'omonimo Centro Universitario Sportivo Italiano con sede a Verona. I suoi colori sociali sono il blu e il Giallo ed è stata costituita nel 1999.
Nel suo palmarès annovera 1 titolo nazionale, la Coppa FIPH del 2015-2016.
La storia del CUS Verona Hockey inizia a metà degli anni Novanta quando un gruppo di ragazzi, accomunati dalla passione per il pattinaggio, si unisce per praticare, quasi per scherzo, Io Street Hockey.
Il gruppo, affiliatosi al CUS VERONA, dopo essersi delineato e organizzato internamente, comincia a prendere parte a vari tornei, tra i quali il "Quadrangolare Città di Verona", piazzandosi al secondo posto, vincendo la TIM Italia Roller Cup e partecipando al primo campionato nazionale.
Nel frattempo il gruppo dirigente, alla fine del 1996, dà il via anche all'attività giovanile, ottenendo dal Comune di Verona la disponibilità della nuova pista di pattinaggio del Centro Sportivo Avesani di via Carso, sede attuale degli allenamenti e delle partite ufficiali.
Dal 1999 la Società inizia il campionato nazionale di Serie B, con alterni risultati. Nel 2012 arriva la storica promozione nel campionato di A2, campionato vinto dopo un'esaltante stagione, con relativa conquista della massima categoria dell'Hockey in Line italiano, la seria A1.
La stagione 2013-14 vede, per la prima volta, il CUS Verona gareggiare nel massimo campionato italiano.
Nella stagione 2015-16 la squadra vince la prestigiosa Coppa FIHP (ora Supercopa FISR). Dal 2017 il CUS Verona Hockey iscrive anche una formazione femminile, le CUS Verona Mastiff, al campionato di Serie A, formazione che vincerà lo scudetto e la Coppa Italia nel 2018.

## Cronistoria
| Cronistoria del CUS Verona Hockey In-Line |
| --- |
| - 1996 · Fondazione della sezione di hockey in-line dell'CUS Verona. - 1999-2000 · Serie B. - 2000-2001 · Serie B. - 2001-2002 · Serie B. - 2002-2003 · Serie B. - 2003-2004 · Serie B. - 2004-2005 · Serie B. - 2005-2006 · Serie B. - 2006-2007 · Serie B. - 2007-2008 · Serie B. - 2008-2009 · Serie B. - 2009-2010 · Serie B. - 2010-2011 · Serie B. - 2011-2012 · Serie B . - 2012-2013 · Serie A2. Promosso in Serie A1. - 2013-2014 · 9º in Serie A1. - 2014-2015 · 3º in Serie A1, finale dei play-off scudetto. Semifinale di Coppa Italia. - 2015-2016 · 2º in Serie A1, semifinale dei play-off scudetto. Finale di Coppa Italia. Vince la Coppa FIPH (1º titolo). - 2016-2017 · 4º in Serie A, semifinale dei play-off scudetto. Semifinale di Coppa Italia. Semifinale di Coppa FIPH. Finale di Supercoppa italiana. - 2017-2018 · 4º in Serie A, semifinale dei play-off scudetto. Quarto turno di Coppa Italia. Prima fase di Coppa FIRS. - 2018-2019 · 4º in Serie A, semifinale dei play-off scudetto. Semifinale di Coppa Italia. Prima fase di Coppa FIRS. - 2019-2020 · 10º in Serie A . Superfinal di Coppa Italia . Prima fase di Coppa FIRS . - 2020-2021 · 5º in Serie A, 5º al Master Round, quarti di finale dei play-off scudetto. Terzo turno di Coppa Italia. - 2021-2022 · 7º in Serie A, 2º al Play-off Round, quarti di finale dei play-off scudetto. Quarti di finale di Coppa Italia. - 2022-2023 · 5º in Serie A, 5º al Master Round, semifinale dei play-off scudetto. Fase a gironi di Coppa Italia. - 2023-2024 · 4º in Serie A, 4º al Master Round, semifinale dei play-off scudetto. Fase a gironi di Coppa Italia. - 2024-2025 · Salvezza ai Play Out Serie A, Salvezza ai Play Out Fase a gironi di Coppa Italia. |

## Palmarès

### Competizioni nazionali
- Coppa FIRS: 1

2015-2016

### Altre competizioni nazionali
- Serie A2/B: 1

2012-2013

## Statistiche

### Partecipazione ai campionati
| Livello | Categoria | Partecipazioni | Debutto   | Ultima stagione | Totale |
| ------- | --------- | -------------- | --------- | --------------- | ------ |
| 1º      | Serie A1  | 3              | 2013-2014 | 2015-2016       | 10     |
| 1º      | Serie A   | 7              | 2016-2017 | 2022-2023       | 10     |
| 2º      | Serie A2  | 1              | 2012-2013 | 2012-2013       | 1      |
| 3º      | Serie B   | 13             | 1999-2000 | 2011-2013       | 13     |

### Partecipazioni alle coppe nazionali
| Competizione        | Partecipazioni | Debutto   | Ultima stagione |
| ------------------- | -------------- | --------- | --------------- |
| Coppa Italia        | 9              | 2014-2015 | 2022-2023       |
| Coppa FIPH/FIRS     | 5              | 2015-2016 | 2019-2020       |
| Supercoppa italiana | 1              | 2018      | 2018            |

## Categorie Giovanili

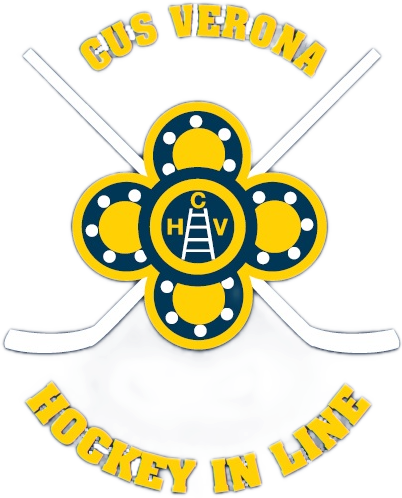
Logo GIOVANILI

La società partecipa ai campionati giovanili delle categorie:
- Zonali U12 - U14 - U16
- Nazionali U18